# Dümpelfeld

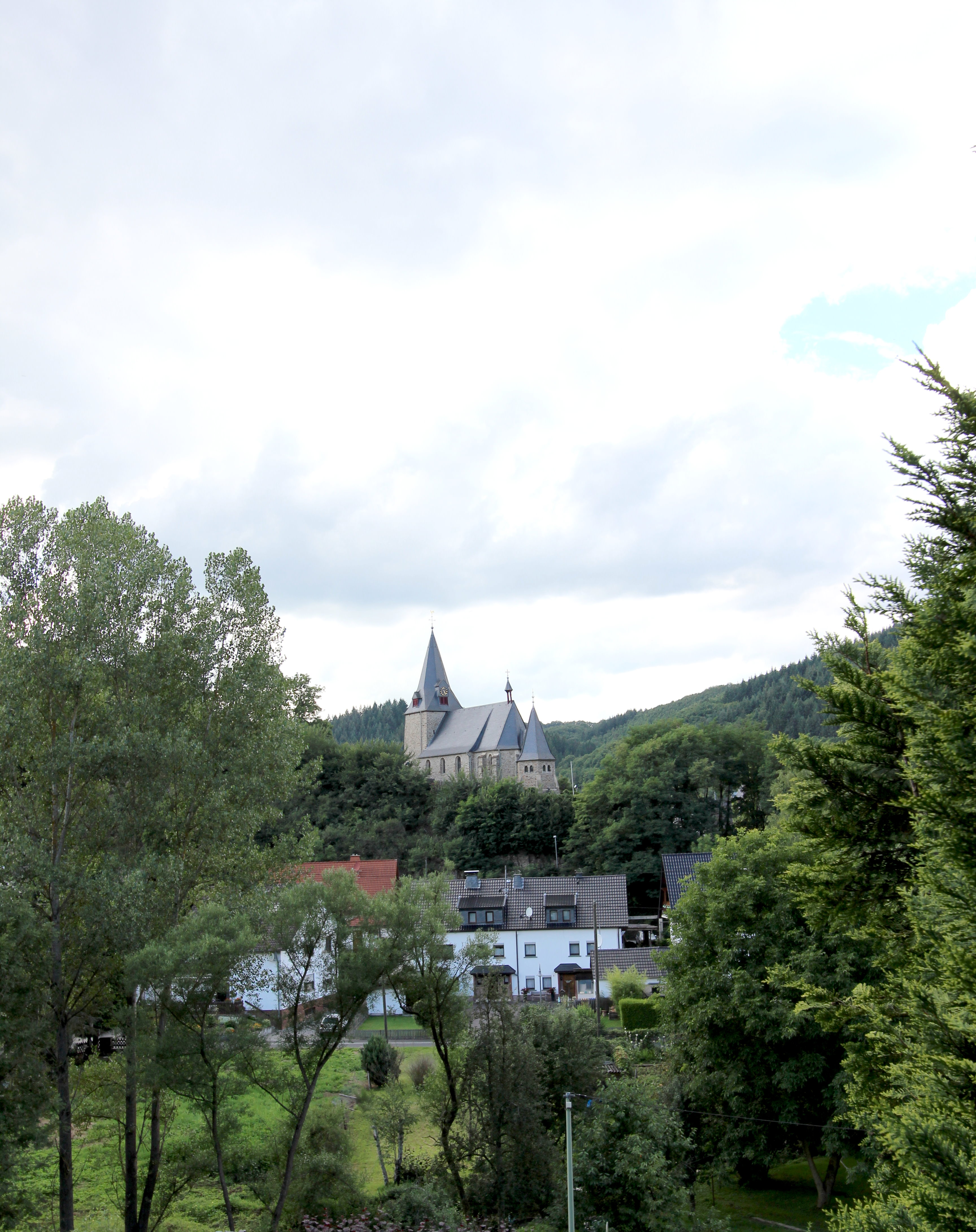
Dümpelfeld mit St. Cyriakus

Dümpelfeld ist eine Ortsgemeinde im Landkreis Ahrweiler in Rheinland-Pfalz. Sie gehört der Verbandsgemeinde Adenau an.

## Geographie
Dümpelfeld liegt sieben Kilometer nördlich der Stadt Adenau an der Mündung des Adenauer Bachs in die Ahr. Die Wohnbebauung des Ortes erstreckt sich sowohl entlang der Ahr als auch bis ins Seitental des Adenauer Bachs hinein. Unmittelbar westlich erhebt sich das Hohnsköpfchen (357 m ü. NHN), östlich steigt das Gelände etwas langsamer zum Mansfelder Kopf (480 m ü. NHN) an. Ein Großteil des Gemeindegebiets liegt im Staatsforst Adenau, im äußeren Norden befindet sich das Naturschutzgebiet An der Teufelsley.

## Gemeindegliederung
Zur Ortsgemeinde Dümpelfeld gehören neben dem gleichnamigen Ortsteil die als Ortsbezirk ausgewiesenen Ortsteile Niederadenau und Lückenbach sowie der Wohnplatz Hahnensteinermühle.
Niederadenau liegt weiter oberhalb am Adenauer Bach, Lückenbach im Nachbartal des gleichnamigen Lückenbachs. Außerdem gehört ein Wochenendgebiet im Ommelbachtal mit ca. 60  Häusern, davon ca. 40 fest bewohnt, seit Anfang der 2000er Jahre als Splittersiedlung zu Dümpelfeld. Es liegt 1,5 bis 3 km vom Ortskern entfernt in Richtung Nordosten und entstand zunächst als reines Wochenendgebiet in den 1960er Jahren. Während des Dritten Reiches war in der Nähe ein großes militärisches Übungsgebiet. Die Ommelbachstrasse führt in Richtung Norden weiter zu einer Stellung, die mittlerweile ungenutzt ist. Bis etwa 1997 hatte dort das Zivilschutzamt einen Übungsplatz.

## Geschichte und Namensursprung
Siedlungsspuren weisen auf die Existenz einer römischen Villa rustica auf dem Gemarkungsgebiet hin. Der Name Dümpelfeld weist mit seinem ersten Bestandteil „Dümpel“ (Tümpel) auf feuchtes Land hin, der zweite Teil „-feld“ (-velt) wurde um die Wende ins zweite christliche Jahrtausend oft für Neugründungen von Wohnplätzen genutzt. Zur Zeit seiner Gründung gehörte das Gebiet zum Besitz des St.-Kunibert-Stifts in Köln.
Dümpelfeld wurde wahrscheinlich erstmals 1153 mit der Nennung eines Beurkundungszeugen mit Namen Karolus de Dumplenvelt schriftlich erwähnt, das zweite Mal 1251 in einer Urkunde des Kölner Erzbischofs Konrad von Hochstaden, die in villa, que Dumpinvelt vocatur (im Dorf, das Dümpelfeld genannt wird) ausgestellt wurde.
Ab 1815 gehörte der Ort zum Königreich Preußen und von 1816 an zur Bürgermeisterei Adenau, die zum Kreis Adenau im Regierungsbezirk Koblenz in der Rheinprovinz (1822) gehörte. In den folgenden Jahrzehnten erhielt Dümpelfeld, wie auch die benachbarten Orte, einen verbesserten Anschluss an das Straßennetz.
1886/88 erhielt Dümpelfeld mit der Eröffnung der Bahnstrecke Remagen – Adenau einen Bahnhof. Mit der Eröffnung der Bahnstrecke Dümpelfeld–Lissendorf am 1. Juli 1912 lag Dümpelfeld am Gleisdreieck mit der Dümpelfelder Kurve (Abzw Liers–Abzw Insul). Die Beschäftigung bei der Bahn gab zahlreichen Einwohnern eine stabile Lebensgrundlage.
Hier ereignete sich am 16. August 1918 ein schwerer Eisenbahnunfall, als in Dümpelfeld ein Personenzug mit einem Militärzug zusammen stieß. 31 Menschen starben, 73 weitere wurden verletzt.
Die Strecke nach Hillesheim wurde am 30. September 1973 stillgelegt. Der Bahnverkehr nach Adenau endete am 31. Mai 1985. Die beiden das Bild des Ortskerns prägenden über 100 Jahre alten Eisenbahnbrücken über die Hauptstraße (L 73) wurden im November 2010 abgerissen.
Am 1. Oktober 1976 wurden die bis dahin eigenständigen Ortsgemeinden Lückenbach und Niederadenau nach Dümpelfeld eingemeindet.
Bevölkerungsentwicklung
Die Entwicklung der Einwohnerzahl von Dümpelfeld bezogen auf das heutige Gemeindegebiet; die Werte von 1871 bis 1987 beruhen auf Volkszählungen:
| Jahr | Einwohner |
| ---- | --------- |
| 1815 | 440       |
| 1835 | 499       |
| 1871 | 463       |
| 1905 | 536       |
| 1939 | 558       |

| Jahr | Einwohner |
| ---- | --------- |
| 1950 | 594       |
| 1961 | 611       |
| 1970 | 674       |
| 1987 | 632       |
| 1997 | 722       |

| Jahr | Einwohner |
| ---- | --------- |
| 2005 | 693       |
| 2011 | 587       |
| 2017 | 578       |
| 2023 | 555       |

## Politik

### Bürgermeister
Robert Reuter wurde am 29. März 2017 Ortsbürgermeister von Dümpelfeld. Bei der Direktwahl am 26. Mai 2019 wurde er für weitere fünf Jahre in seinem Amt bestätigt.
Reuter wurde im Juni 2024 wiedergewählt.
Reuters Vorgänger Rainer Schlömp hatte Mitte Februar 2017 aus persönlichen Gründen das Amt niedergelegt.

### Wappen
| Wappen von Dümpelfeld | Blasonierung: „Ein durch einer weißen dreibogigen Brücke geteilter Schildhaupt. Darüber ein silberner Löwe und darunter drei goldene Ähren.“ |
| Wappen von Dümpelfeld | Wappenbegründung: Der Ort „Dumplenfelt“ wird 1153 urkundlich erstmals erwähnt und gehörte bis 1290 zur Grafschaft Nürburg. Nach 1290 unterstand das Dorf bis 1794 dem kurkölnischen Amt Nürburg. Dümpelfeld hat 11 Brücken. Landesherren waren zunächst die Nürburger, ab 1290 die Erzbischöfe und Kurfürsten von Köln. Lückenbach: Das Dorf gehörte um 1794 zum kurkölnischen Amt Nürburg/Kurköln. Die politische Zugehörigkeit von Dümpelfeld, Niederadenau und Lückenbach ist identisch. In allen Dörfern wurde und wird Landwirtschaft betrieben. Zur Andeutung der drei Dörfer bzw. der Landwirtschaft werden drei Brückenbögen und drei Ähren ins Wappen genommen. |

## Kultur und Sehenswürdigkeiten

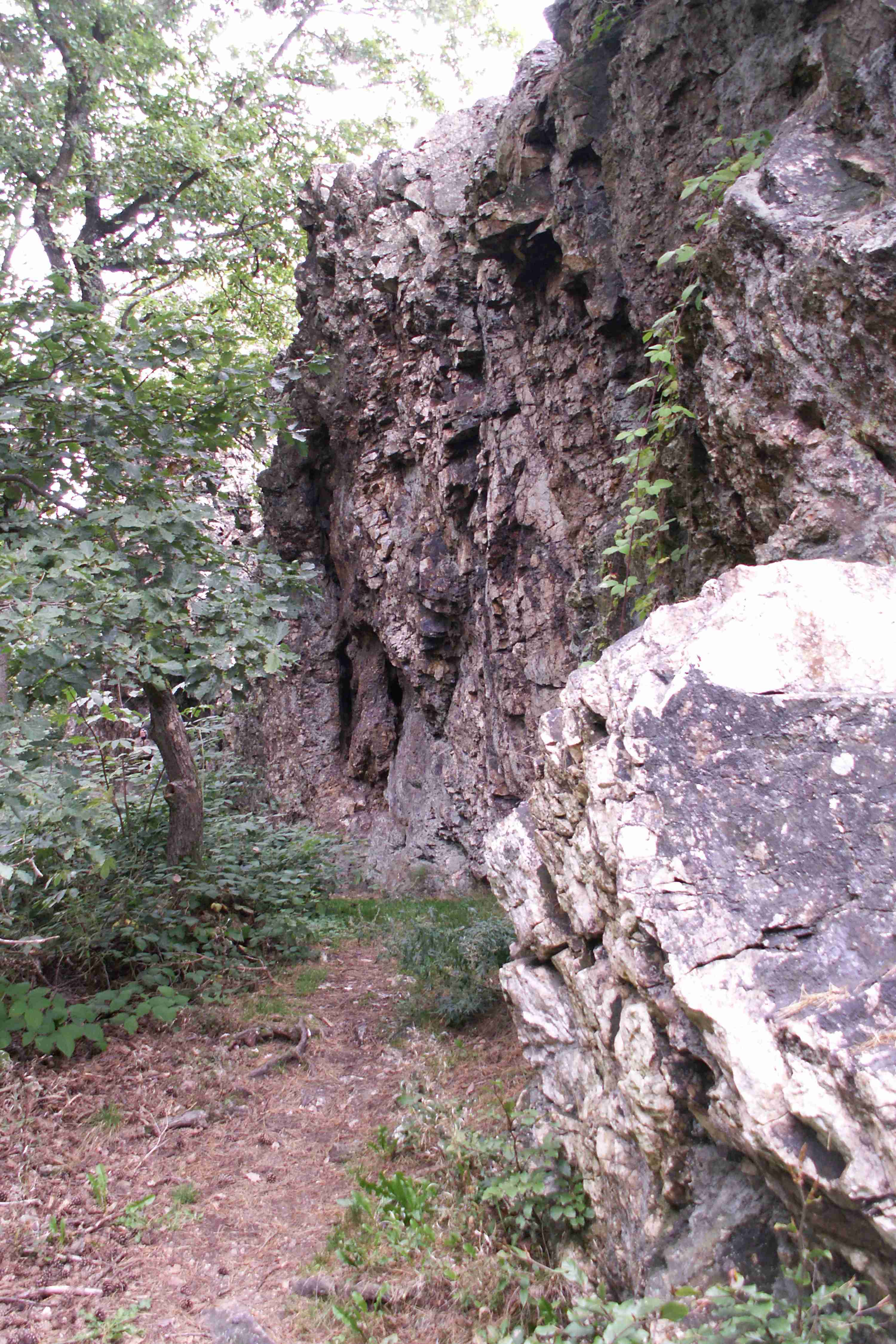
Teufelsley

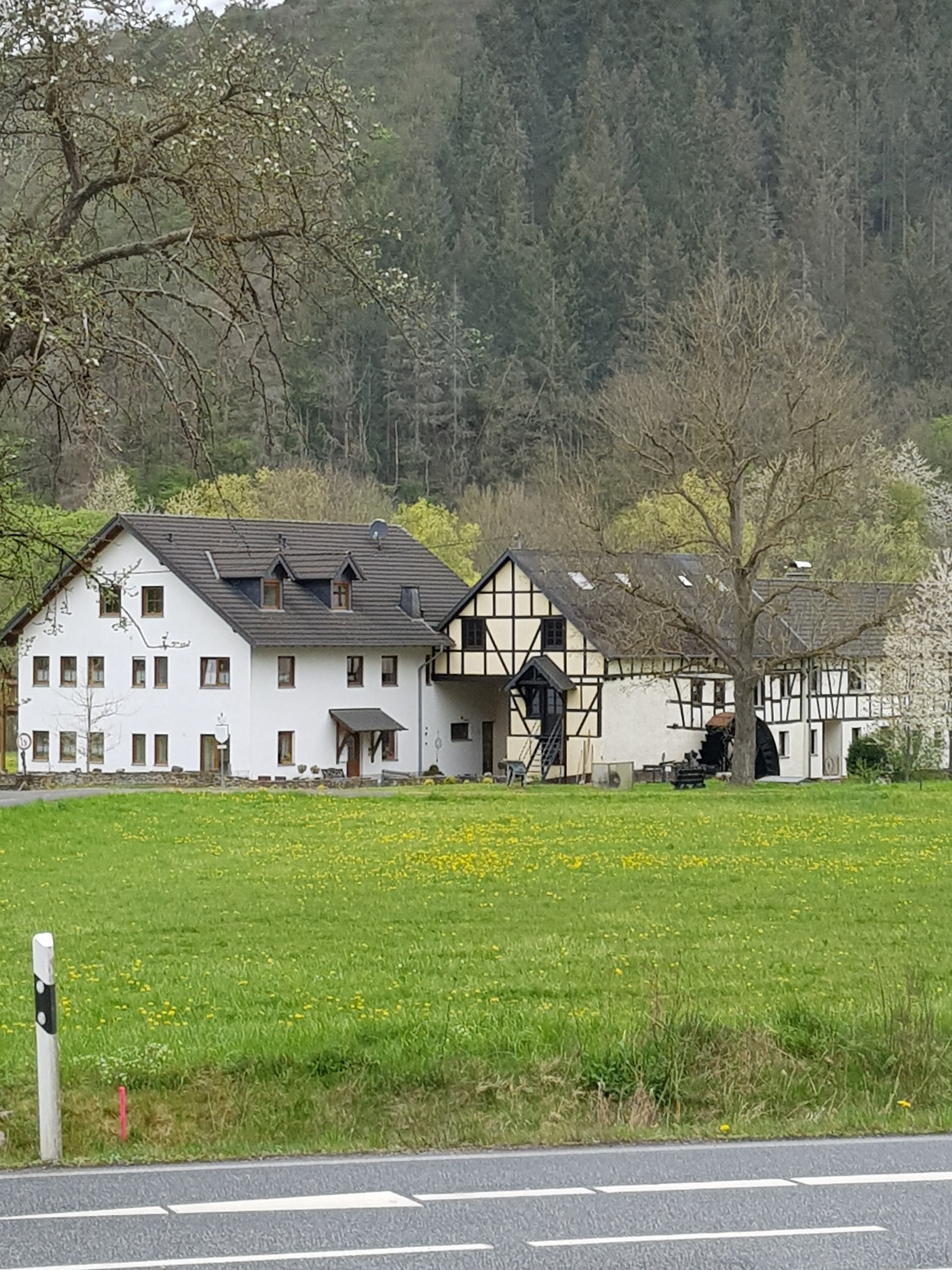
Hahnensteiner Mühle

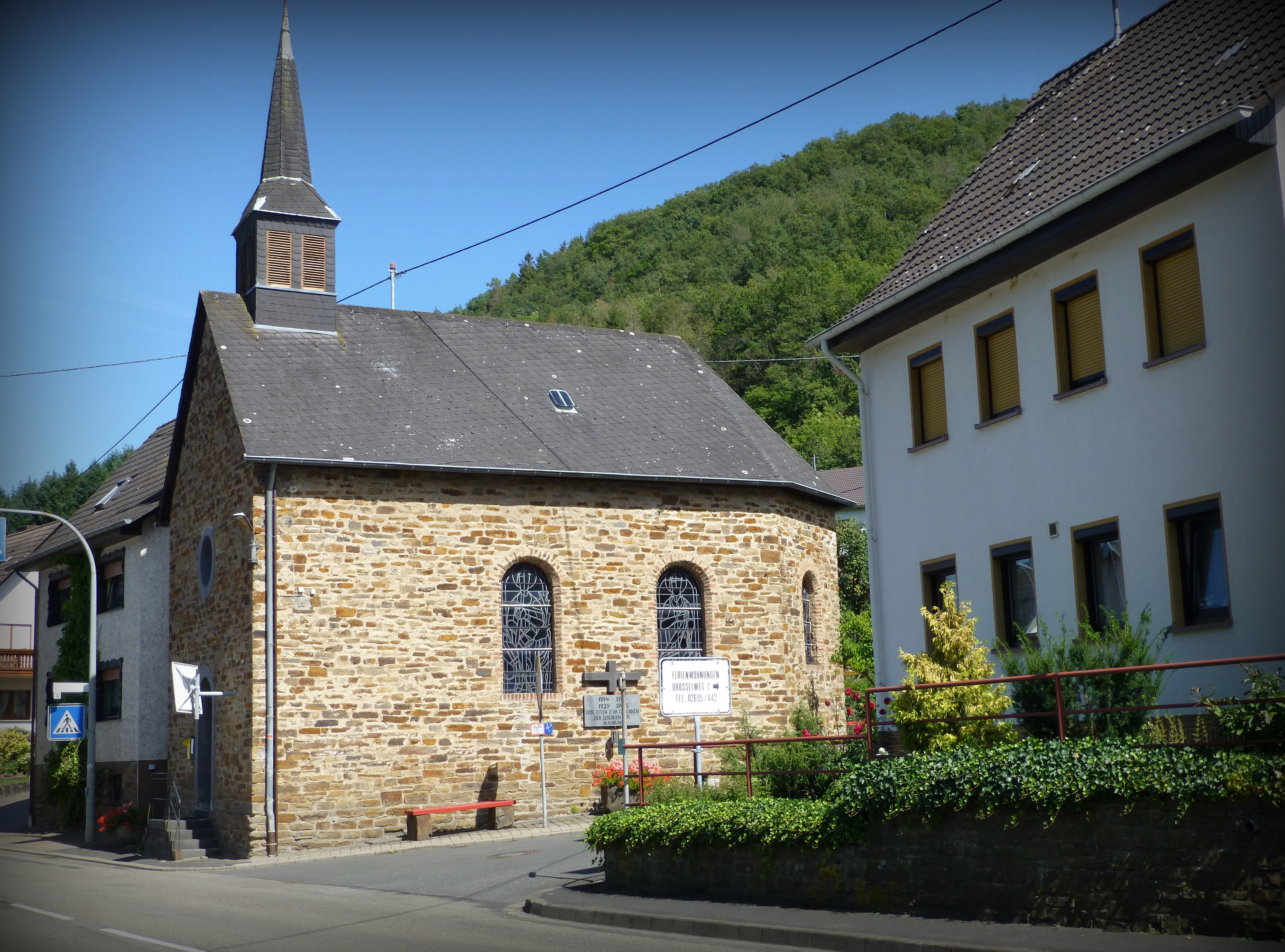
Niederadenau, St. Maria Magdalena von 1872

- Kirche St. Cyriakus aus dem 13. Jahrhundert, die heute als Friedhofskapelle genutzt wird
- Katholische Pfarrkirche „Maria – Mutter der Kirche“ von 1965
- Historische Fachwerkhäuser im Ort
- Kapelle „St. Maria Magdalena“ im Ortsteil Niederadenau
- Hahnensteiner Mühle (Wassermühle) von 1553[11]

Siehe auch: Liste der Kulturdenkmäler in Dümpelfeld

### Grünflächen und Naherholung
- Naturschutzgebiet „An der Teufelsley“ mit dem 80 m langen und 18 m hohen Quarzitfels
- Wanderrouten in und um Dümpelfeld[12][13]
- Südlich von Niederadenau erstreckt sich die kleine Wacholderfläche Niederadenau.
- Veranstaltungsort Pumpenhaus Dümpelfeld

Siehe auch: Liste der Naturdenkmale in Dümpelfeld

### Regelmäßige Veranstaltungen
- Jährliches Kirmes- bzw. Kirchweihfest im August

## Persönlichkeiten
- Walter Adler (* 1947), Theater- und Hörspielregisseur